# Matthias Böttcher
Matthias Böttcher (* 10. Juli 1959 in Soltau) ist ein deutscher Politiker (Bündnis 90/Die Grünen).

## Leben und Beruf
Nach dem Erwerb der Fachhochschulreife absolvierte Böttcher eine Ausbildung zum Elektromechaniker und arbeitete später in diesem Beruf. Er ist verheiratet und hat ein Kind.

## Partei
Böttcher trat 1982 der Grünen Alternativen Liste Pinneberg bei, über die er auch Mitglied der Grünen wurde. Von 1983 bis 1986 war er nebenberuflich Kreisgeschäftsführer der Pinneberger Grünen. Seit 2001 ist er hauptamtlicher Landesgeschäftsführer der schleswig-holsteinischen Grünen.

## Abgeordneter
Böttcher gehörte von 1986 bis 1996 dem Kreistag im Kreis Pinneberg an. Von 1986 bis 1990 und 1994 bis 1996 war er dort Vorsitzender der Grünen-Fraktion. Dem Landtag Schleswig-Holstein gehörte er vom 4. Juni 1996, als er für Wilfried Voigt nachrückte, bis 2000 an. Vom 22. April 1998 bis zum 22. April 1999 war er Vorsitzender des Parlamentarischen Einigungsausschusses des Landtages.